# فولكلور موريتانيا
الأساطير الشعبية الموريتانية هي مجموعة الأساطير الشعبية التي نشأت أو تناقلها الناس في موريتانيا، بالإضافة إلى مجموعة من العادات والتقاليد المرتبطة طقوسها بتلك الأساطير.

## الشخصيات الأسطورية
هناك العديد من الشخصيات التي يتكرر ذكرها في الحكايات الشعبية الموريتانية وترمز عادةً إلى شيء أو سلوك معين ومن هذه الشخصيات:
1. ريله شخصية تعبر عن أحلام اليقظة والبعد عن الواقع ويقول المثل الموريتاني «مصبعا له ريله» أي تشجعه ريله على المضي في أحلامه البعيدة عن الواقع.
2. تيبة: وهي ترمز للسذاجة
3. ولد إجنبه: ويرمز للكذب، ويحكى أنه اجتمع مع صاحب له فقال صاحبه: لقد سمعت صوت هاوون في السماء، فقال ولد الجمبه: لقد سففت من طحين ذلك الهاوون..
4. الرخمة:

## السحر والشعوذة
لا يحبذ المجتمع الموريتاني السحر، غير أنه قد يمارس والكل يخافه وهناك العديد من الأشياء المعروفة التي يسببها السحر ومنها:
1. ينقلب (المسخ): بمعنى أنه يتحول من كائن إلى كائن آخر وهو عبارة أخرى للمسخ.
2. ربيط الراص: أي ربط الرأس بمعنى منع الشخص من شيء ما عبر السحر مثل منعه من الجنس أو الأكل أو الشرب وغيرها.

## التنجيم
يمارس التنجيم لقراءة الطالع عبر عدة طرق وهو محرم في الشريعة الإسلامية ولذلك فعندما ينتهي منه ممارسوه يقولون «ما صدقناها ولا كذبناها» بمعنى أننا لم نصدق ولم نكذب بناء على القول المعروف «كذب المنجمون ولو صدقوا».
من طرق التنجيم الممارسة في موريتانيا:
1. القزانة وهي خط على الرمل لمعرفة الغيب.
2. قزانة الودع وهي طريقة يستخدم فيها الودع أو المحار لقراءة الطالع.